# Helen Svedin
Helene Svedin (ur. 21 października 1974 w Sollefteå) – szwedzka modelka.
Była twarzą takich marek jak m.in.: H&M, Adidas, Giorgio Armani, Braun, Neck&Neck, Guess, Don Algodon, San Miguel Beer, Chrysler, Nike, Ana Sousa, Arena, Friday's Project, Isdin, Kia, Landrover, L’Oréal, Vista Alegre, Schwarzkopf, Ikea, Luciano Padovan, Nokia.
Jest żoną portugalskiego piłkarza Luísa Figo. Para poznała się w 1996 na pokazie hiszpańskiego tancerza flamenco Joaquína Cortésa w Barcelonie. Często bierze udział w sesjach zdjęciowych z udziałem męża. Ich ślub odbył się 29 czerwca 2001 roku w Algarve. Mają trzy córki Danielę (ur. 1999), Martinę (ur. 2002) i Stellę (ur. 2004).
Jej zdjęcia ukazywała się na okładkach gazet takich jak: Marie Claire, Woman, Telva, Elle, GQ (parokrotnie również ze swoim mężem).